# Municipio de Flat Creek (Carolina del Norte)
El municipio de Flat Creek (en inglés: Flat Creek Township) es un municipio ubicado en el  condado de Buncombe en el estado estadounidense de Carolina del Norte. En el año 2010 tenía una población de 6.068 habitantes.

## Geografía
El municipio de Flat Creek se encuentra ubicado en las coordenadas 35°44′51.39″N 82°34′21.47″O / 35.7476083, -82.5726306.